# Melisa Murillo
Melisa Murillo, född 13 januari 1982, är en friidrottare från Colombia. Hon deltog vid olympiska sommarspelen 2000 och olympiska sommarspelen 2004.